# 引付眾
引付眾是鎌倉幕府的官職，地位最高者為引付頭人，經由執權授權而指揮引付眾來管理訴訟的運作。

## 沿革
- 『引付』最初為鎌倉幕府的第五代執權北條時賴（1249年）為加速與正確裁判幕府御家人之間訴訟的處理（包含土地與年貢等）而創立的訴訟機關。

- 引付頭人由執權於幕府體系的三位同為出身北條一門的評定眾裏，選任一位來兼任。引付頭人經由授權，即指揮機關內四至五名的引付眾來審理爭議。